# Nederlandse gemeenschap in België
De Nederlandse gemeenschap in België (ook wel informeel Nederbelgen genoemd) vormen met meer dan 154.000 leden een van de grootste migratiegroepen in België. In Vlaanderen vormen zij zelfs de grootste groep buitenlanders.

## Migratieredenen
Nederland en België delen een lange grens. Deze volgt bovendien grotendeels geen natuurlijke of taalkundige grens, maar loopt in tegendeel soms zelfs door dorpen. Er is dus veel grensoverschrijdend contact. Het gebeurt vaak dat Nederlanders en Belgen een relatie aangaan en zich daarop in België vestigen. Om dezelfde reden bestaat er ook een groep Belgen in Nederland.
België is ook aantrekkelijk voor Nederlanders omdat er (vooral in de grensstreek) een groter aanbod van goedkope woningen is. (In de jaren tien lijkt deze trend zich ten minste gedeeltelijk om te keren; door lagere woningsprijzen vestigden zich vanaf 2011 jaarlijks honderden Belgen in Zeeuws-Vlaanderen.) De rustige omgeving in de Ardennen trekt daarnaast vooral veel gepensioneerde Nederlanders aan. Ook in de Oostkantons wonen veel gepensioneerden. Ook daar is de omgeving rustig. Bovendien lijkt de Duitstalige cultuur meer op de Nederlandse dan die van de Walen. Andere belangrijke migratieredenen zijn studie en werk.
In de jaren negentig vestigden zich veel vermogende Nederlanders in België om de Nederlandse vermogensbelasting te vermijden. Gijs Jansen, de oprichter van de bank Pierson, Heldring & Pierson België, beschreef dit proces als "de grootste kapitaalexport uit de Nederlandse geschiedenis." Banken en notariskantoren organiseerden voorlichtingsbijeenkomsten over het Belgische belastingsysteem, schenkings- en erfrecht en er werden busreizen georganiseerd om Nederlanders met honderden tegelijk rond te leiden door de gemeenten tussen Antwerpen en de grens. De instroom zorgde soms voor conflicten (zie arrest Lanaken). Vanaf midden de jaren negentig begon de Nederlandse overheid een "fiscaal hek" rond het land te bouwen en steeg de fiscale druk in België langzaamaan. Naar België emigreren bleef voordelig, hoewel minder dan voordien, maar in Nederland begon het idee te overheersen dat in België wonen niet zoveel voordeel brengt. Daarom begonnen sinds het einde van de jaren nul steeds minder Nederlanders om fiscale redenen naar België te emigreren.

## Demografie

### Aantal
Rond de eeuwwisseling steeg het aantal Nederlanders in België erg sterk. In 2006 woonden 111.000 Nederlanders in België, waarmee hun aantal bijna verdubbeld was tegenover 1991. In 2017 telde Statbel 153.736 Nederlanders in België. Hiermee zijn ze de derde grootste groep buitenlanders, na de Fransen en de Italianen. Er zijn echter ook Nederlanders die zich tot Belg hebben laten naturaliseren. Tussen 2006 en 2016 deden dit bijvoorbeeld 7.625 van hen. Het echte aantal Nederlanders in België is dus nog hoger.

### Geografische spreiding

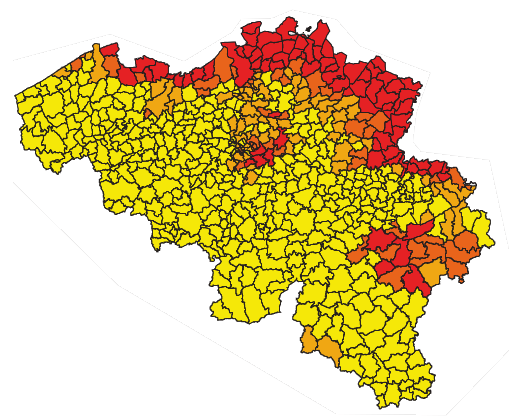
Kaart van de concentratieindex van Nederlanders in België. De concentratieindex is de verhouding van het percentage Nederlanders in een gemeente tegenover het percentage Nederlanders in heel België.

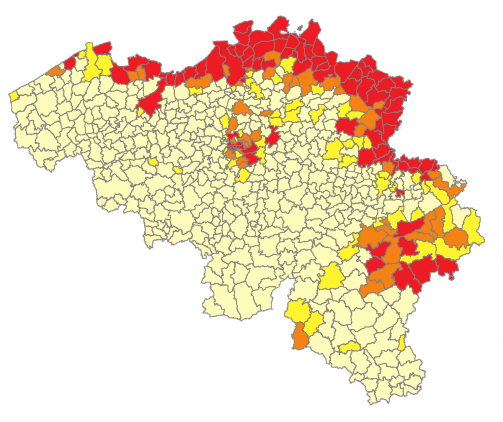
Concentratieindex alleenstaande Nederlanders in België.

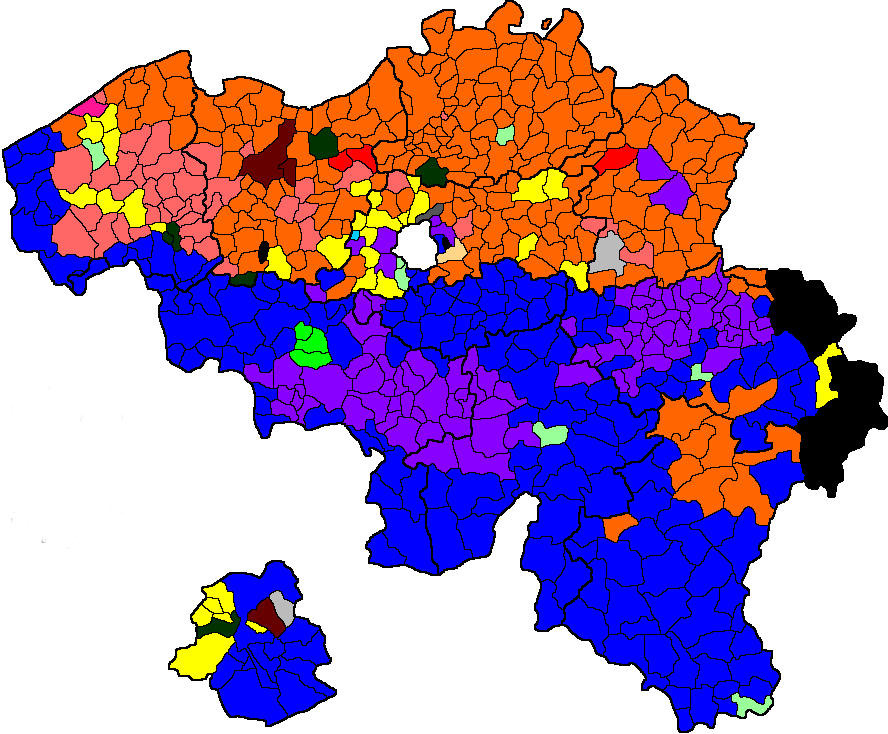
Kaart van de grootste groep buitenlanders (mensen zonder Belgisch paspoort) per Belgische gemeente. Gemeenten met een Nederlandse meerderheid onder de buitenlanders zijn in het Oranje ingekleurd.

De grote meerderheid van de Nederbelgen woont in het Vlaams gewest. Zij vormen daar dan ook in totaal de grootste groep buitenlanders en de grootste groep in de provincies Oost-Vlaanderen, Vlaams-Brabant en Antwerpen. Vooral in de grensstreek wonen velen. (Zie kaarten rechts.) Enkele grensgemeenten hebben dan ook extreem hoge concentraties Nederlanders. In de exclave Baarle-Hertog wonen 36 keer meer Nederlanders dan gemiddeld; in Hamont-Achel, Voeren, Lanaken en Ravels minstens twintig keer meer. De bevolking van deze gemeenten bestaat telkens voor meer dan 34% uit Nederlanders. Ook de gemeenten Hoogstraten en Essen (>15x gemiddeld) en Kinrooi, Neerpelt en Lommel (>10x gemiddeld) hebben bijzonder grote concentraties Nederlanders. In het grensdorp Poppel vormen zij zelfs de (nipte) meerderheid, 51% van de bevolking.
Ook in de grote steden en kleinere steden met een universiteit wonen veel Nederbelgen. Hier wonen meer alleenstaanden. In Leuven wonen vier keer meer alleenstaande Nederlanders dan gemiddeld, in Antwerpen 3,5 keer meer en in Gent en Brussel 1,5 keer meer. In en rond Brussel wonende Nederbelgen wonen vooral in de welvarendere oostelijke en zuidelijke buurten, waar zich veel Europese en andere internationale instellingen bevinden.
Andere plaatsen met grote concentraties Nederlanders zijn de kuststreek, de Ardennen en de Oostkantons.

### Gezinsstatus
Nederbelgen maken vaker dan autochtone Belgen deel uit van een relatie. Slechts 16% van hen zijn alleenstaand. Bij Belgen is dit een derde.

## Organisaties
Er zijn meerdere organisaties ter bevordering van Belgisch-Nederlandse vriendschap, zoals de herenclub De Hollandse Club in Antwerpen en de Belgisch-Nederlandse Vereniging. Vooral de rijkere Nederbelgen die in de jaren negentig uit belastingsredenen geëmigreerd zijn, zijn hier vaak lid van. Antwerpen heeft met de VVD-Antwerpen zelfs een afdeling van de Nederlandse partij. Er zijn ook kranten en magazines die zich vooral op Nederbelgen richten. Het NederBelgisch Magazine wordt vooral door de vermogendere Nederlanders in België gelezen. Voor de pensionarissen in de Ardennen is er het (Nederlandstalige) Waals Weekblad.

## Bekende Nederbelgen
- Michael Boogerd, wielrenner
- Jan Boskamp, voetballer en voetbaltrainer
- Jeroen Brouwers, schrijver
- Derk Jan Eppink, journalist en auteur van De avonturen van een Nederbelg.
- Rob van Essen, schrijver
- Alides Hidding, zanger van Time Bandits
- Steven de Jongh, wielrenner
- Jozef Luns, oud secretaris-generaal van de NAVO
- Leon Melchior, bouwondernemer
- Novastar, zanger
- Tinne Oltmans, zangeres en actrice
- Jan Peumans, politicus
- Michiel Rampaart, acteur
- Gerard Reve, schrijver
- Paul Sneijder, journalist
- Ian Thomas, zanger
- Bart Veldkamp, schaatsbelg
- André Vreugdenhil, schaatsbelg
- Harm van Veldhoven, voetbaltrainer
- Jan Jaap van der Wal, cabaretier
- Adrie van der Poel, wielrenner